# 2010-es sakkolimpia
A 39. nyílt és 24. női sakkolimpiát 2010. szeptember 19. és október 4. között az oroszországi Hanti-Manszijszk-ban rendezte a FIDE. A sakkolimpia svájci rendszerben rendezett, 11 fordulós csapatverseny volt két két szekcióban.
A férfiak és nők számára egyaránt nyitva álló nyílt szekcióban a bajnok Ukrajna csapata lett, Oroszország első csapata és Izrael előtt. Az átlag Élő-pontszám alapján eredetileg az 5. helyre rangsorolt Magyarország a negyedik lett, azzal csúszva le az érmet érő helyezésről, hogy az utolsó fordulóban a végső győztes Ukrajna nem győzte le Izrael csapatát, csak 2-2-es döntetlent ért el ellene.
A női ágon az olimpia győztese az orosz első csapat lett, az ezüstérmet Kína, a bronzot Grúzia szerezte meg. Az előzetesen 9. helyen rangsorolt és az első fordulókban jól szereplő magyar csapat a végére visszaesett és csak 15. lett.
„Egyértelmű, hogy ez lesz minden idők legerősebb olimpiája,” mondta egy interjúban Lékó Péter magyar nemzetközi nagymester az olimpia előtt. A versenyen a világ 20 legmagasabbra értékelt sakkozója közül 19-en vettek részt (csak az indiai világbajnok Visuvanádan Ánand nem szerepelt). A nyílt versenyen 148 csapat 741 fővel vett részt, akik között 242 nemzetközi nagymester és 123 nemzetközi mester volt. A női versenyen 115 csapat indult 565 fővel, akik között 12 nemzetközi nagymester, 41 nemzetközi mester, 67 női nemzetközi nagymester és 88 női nemzetközi mester volt található.
Oroszország rendezőként mindkét szekcióban több csapatot indíthatott. Az olimpia előtt a nyílt bajnokság nagy esélyesének tartották, és még második csapata is nagyon erős volt, a Vaszil Ivancsukkal az első táblán felálló Ukrajna azonban felülmúlta az oroszokat. Az orosz női csapat valamennyi fordulóban győztesen hagyta el az asztalt. Oroszország nyerte el az olimpián összességében legjobban szereplő országnak járó Nona Gaprindasvili trófeát.
A FIDE az olimpiával párhuzamosan tartotta 81. kongresszusát, amely négy évre újra elnöknek választotta Kirszan Iljumdzsinovot. Iljumdzsinov, az Orosz Sakkszövetség jelöltje 95 szavazatot kapott, kihívója, Anatolij Karpov csak 55-öt.
Az utolsó pillanatban készült el a város új, 850 szobás szállodája, itt kaptak szállást a magyar csapat tagjai is.

## Az első 6 rangsorolt
Az olimpiát megelőzően a nyílt ágban Élő-pontszám alapján így rangsorolták a csapatokat:
- Oroszország "A" csapata (2755): Vlagyimir Kramnyik (2780), Alekszandr Griscsuk (2760), Szergej Karjakin (2747), Peter Szvidler (2731), Vlagyimir Malahov (2725)
- Ukrajna (2737): Vaszil Ivancsuk (2754), Pavel Eljanov (2761), Ruszlan Ponomarjov (2749), Zahar Efimenko (2683), Olekszandr Moiszejenko (2658)
- Oroszország "B" csapata (2704): Jevgenyij Alekszejev (2691), Jan Nyepomnyascsij (2706), Nyikita Vityugov (2709), Jevgenyij Tomasevszkij (2701), Alekszandr Morozevics (2700)
- Kína (2703): Vang Hao (2724), Vang Jüe (2732), Pu Hsziang-cse (2695), Csou Csien-csao (2660), Li Csao (2633)
- Magyarország (2698): Lékó Péter (2724), Almási Zoltán (2707), Polgár Judit (2682), Berkes Ferenc (2678), Balogh Csaba (2608)
- Örményország (2698): Levon Aronján (2783), Vladimir Hakobján (2691), Gabriel Szargiszjan (2677), Arman Paszhikjan (2639), Grigorjan (2579)

## A végeredmény
Az olimpián a fordulóban elért csapatgyőzelemért 2 pont, a döntetlenért 1 pont járt, pontegyenlőségnél a végén több különböző teljesítménymutatót vettek figyelembe: elsőként a deducted (levont) Sonneborn–Berger-számítás szerinti pontértéket, ha ez is egyenlő volt, akkor a játékosok által elért egyéni eredmények szerinti pontszámot.

### A nyílt verseny végeredménye
| H. | Ország                    | CsP[4] | dSB[5] | EP[6] | + | = | - |
| -- | ------------------------- | ------ | ------ | ----- | - | - | - |
| 1  | Ukrajna                   | 19     | 380,5  | 31    | 8 | 3 | 1 |
| 2  | Oroszország "A"           | 18     | 379,5  | 28    | 8 | 2 | 1 |
| 3  | Izrael                    | 17     | 367,5  | 29    | 7 | 3 | 1 |
| 4  | Magyarország              | 17     | 355,5  | 26½   | 8 | 1 | 2 |
| 5  | Kína                      | 16     | 362,0  | 29    | 7 | 2 | 2 |
| 6  | Oroszország "B"           | 16     | 355,0  | 29½   | 8 | 0 | 3 |
| 7  | Örményország              | 16     | 345,0  | 27    | 7 | 2 | 2 |
| 8  | Spanyolország             | 16     | 332,0  | 28½   | 7 | 2 | 2 |
| 9  | Amerikai Egyesült Államok | 16     | 315,5  | 27    | 7 | 2 | 2 |
| 10 | Franciaország*            | 16     | 311,5  | 25    | 6 | 4 | 1 |
- *A francia csapatról később kiderült, hogy csaltak.[7]

### Az egyéni érmesek
Egyénileg táblánként a három legjobb teljesítményértéket elért játékos kapott érmet. A magyar játékosok közül Almási Zoltán a 2. táblán elért eredménye alapján egyéni ezüstérmet kapott.

#### Első tábla
|           | Versenyző        | Ország          | Telj.érték |
| --------- | ---------------- | --------------- | ---------- |
| Aranyérem | Vaszil Ivancsuk  | Ukrajna         | 2890       |
| Ezüstérem | Levon Aronján    | Örményország    | 2888       |
| Bronzérem | Jan Nepomnyaschy | Oroszország "B" | 2821       |

#### Második tábla
|           | Versenyző     | Ország       | Telj.érték |
| --------- | ------------- | ------------ | ---------- |
| Aranyérem | Emil Sutovsky | Izrael       | 2895       |
| Ezüstérem | Almási Zoltán | Magyarország | 2801       |
| Bronzérem | Wang Hao      | Kína         | 2783       |

#### Harmadik tábla
|           | Versenyző            | Ország           | Telj.érték |
| --------- | -------------------- | ---------------- | ---------- |
| Aranyérem | Vitalij Teterev      | Fehéroroszország | 2853       |
| Ezüstérem | Pavel Eljanov        | Ukrajna          | 2737       |
| Bronzérem | Szergej Rubljovszkij | Oroszország "C"  | 2727       |

#### Negyedik tábla
|           | Versenyző        | Ország      | Telj.érték |
| --------- | ---------------- | ----------- | ---------- |
| Aranyérem | Szergej Karjakin | Oroszország | 2859       |
| Ezüstérem | Zahar Efimenko   | Ukrajna     | 2783       |
| Bronzérem | Anish Giri       | Hollandia   | 2730       |

#### Ötödik játékos (tartalék)
|           | Versenyző        | Ország           | Telj.érték |
| --------- | ---------------- | ---------------- | ---------- |
| Aranyérem | Mateusz Bartel   | Lengyelország    | 2706       |
| Ezüstérem | Vlastimil Babula | Csehország       | 2668       |
| Bronzérem | Kirill Stupak    | Fehéroroszország | 2660       |

### A női verseny végeredménye
Oroszország első csapata pontveszteség nélkül, nagy fölénnyel nyerte a versenyt.
| H. | Ország                    | CsP[4] | dSB[5] | EP[6] | +  | = | - |
| -- | ------------------------- | ------ | ------ | ----- | -- | - | - |
| 1  | Oroszország "A"           | 22     | 439,5  | 34    | 11 | 0 | 1 |
| 2  | Kína                      | 18     | 386,5  | 31½   | 9  | 0 | 2 |
| 3  | Grúzia                    | 16     | 384,0  | 29    | 7  | 2 | 2 |
| 4  | Kuba                      | 16     | 348,5  | 30    | 8  | 0 | 3 |
| 5  | Amerikai Egyesült Államok | 16     | 336,5  | 28½   | 7  | 2 | 2 |
| 6  | Lengyelország             | 16     | 336,0  | 29½   | 7  | 2 | 2 |
| 7  | Azerbajdzsán              | 16     | 320,0  | 28    | 8  | 0 | 3 |
| 8  | Bulgária                  | 16     | 296,5  | 24½   | 7  | 2 | 2 |
| 9  | Ukrajna                   | 15     | 366,5  | 28½   | 7  | 1 | 3 |
| 10 | Oroszország "B            | 15     | 335,5  | 26½   | 6  | 3 | 2 |
|    | …                         |        |        |       |    |   |   |
| 15 | Magyarország              | 14     | 320,5  | 25    | 6  | 2 | 3 |

### Az egyéni érmesek
Egyénileg táblánként a három legjobb teljesítményértéket elért játékos kapott érmet. A magyar játékosok közül Almási Zoltán a 2. táblán elért eredménye alapján egyéni ezüstérmet kapott.

#### Első tábla
|           | Versenyző           | Ország       | Telj.érték |
| --------- | ------------------- | ------------ | ---------- |
| Aranyérem | Tatyjana Koszinceva | Oroszország  | 2628       |
| Ezüstérem | Zeinab Mamedjarova  | Azerbajdzsán | 2623       |
| Bronzérem | Hou Ji-fan          | Kína         | 2573       |

#### Második tábla
|           | Versenyző            | Ország      | Telj.érték |
| --------- | -------------------- | ----------- | ---------- |
| Aranyérem | Nagyezsda Koszinceva | Oroszország | 2662       |
| Ezüstérem | Csü Ven-csün         | Kína        | 2636       |
| Bronzérem | Phạm Lê Thảo Nguyên  | Vietnám     | 2481       |

#### Harmadik tábla
|           | Versenyző            | Ország     | Telj.érték |
| --------- | -------------------- | ---------- | ---------- |
| Aranyérem | Yaniet Marrero López | Kuba       | 2511       |
| Ezüstérem | Salome Melia         | Grúzia     | 2458       |
| Bronzérem | Ilze Bērziņa         | Lettország | 2450       |

#### Negyedik tábla
|           | Versenyző          | Ország          | Telj.érték |
| --------- | ------------------ | --------------- | ---------- |
| Aranyérem | Inna Gaponenko     | Ukrajna         | 2691       |
| Ezüstérem | Anastasia Bodnaruk | Oroszország "B" | 2659       |
| Bronzérem | Olga Vasiliev      | Izrael          | 2379       |

#### Ötödik játékos (tartalék)
|           | Versenyző          | Ország          | Telj.érték |
| --------- | ------------------ | --------------- | ---------- |
| Aranyérem | Marija Muzicsuk    | Ukrajna         | 2431       |
| Ezüstérem | Alina Kaslinszkaja | Oroszország "B" | 2327       |
| Bronzérem | Bela Khotenasvili  | Grúzia          | 2289       |

### A Nona Gaprindasvili trófea
A Nona Gaprindasvili trófeát az az ország kapja, amelynek csapatai a nyílt és a női versenyen összesen a legtöbb csapatpontot szerezték. Holtverseny esetén a deducted (levont) Sonneborn–Berger-számítás szerinti pontszámuk összegét vették figyelembe.
| Hely. | Nemzet                    | Csapatpontszám nyílt | Csapatpontszám női | Összesen | Össz. dSB |
| ----- | ------------------------- | -------------------- | ------------------ | -------- | --------- |
|       | Oroszország "A"           | 18                   | 22                 | 40       | 819,0     |
|       | Kína                      | 16                   | 18                 | 34       | 748,5     |
|       | Ukrajna                   | 19                   | 15                 | 34       | 747,0     |
| 4     | Amerikai Egyesült Államok | 16                   | 16                 | 32       | 652,0     |
| 5     | Oroszország "B"           | 16                   | 15                 | 31       | 690,5     |
| 6     | Lengyelország             | 15                   | 16                 | 31       | 682,5     |

## A magyar részvétel
Magyarország a lehetséges legerősebb felállásával vett részt az olimpián.

### A nyílt ágon
A magyar csapat legutóbb a 2002-es bledi olimpián szerzett érmet a nyílt ágon, ekkor az első három táblán szereplők még játszmát sem vesztettek. Az ott ezüstöt nyert csapatból Hanti-Manszijszkban is szerepelt a hatodik olimpiáján játszó Lékó Péter, Almási Zoltán és Polgár Judit. A negyedik csapattag Berkes Ferenc, a tartalék Balogh Csaba. A férfi válogatott szövetségi kapitánya Horváth Tamás, a Magyar Sakkszövetség alelnöke.
Az éltáblás Lékó Hanti-Manszijszk előtt 55 játszmát játszott olimpián (17 győzelem, 35 döntetlen, 3 vereség). Almási már a 9. olimpiáján játszott (29, 46, 13). Polgár Judit hatodszor volt tagja a nyílt ági csapatnak (22, 25, 12), korábban a női ágon kétszer is aranyérmes volt. Berkes Ferencnek ez volt a negyedik olimpiája (13, 16, 3). Balogh Csaba harmadszor ült asztalhoz olimpián (4, 12, 1).

#### Eredmények fordulónként
| Forduló                            | Ellenfél                           | Lékó Péter 2737          | Lékó Péter 2737 | Almási Zoltán 2713      | Almási Zoltán 2713 | Polgár Judit 2698     | Polgár Judit 2698 | Berkes Ferenc 2685 | Berkes Ferenc 2685 | Balogh Csaba 2668 | Balogh Csaba 2668 | Pont |
| ---------------------------------- | ---------------------------------- | ------------------------ | --------------- | ----------------------- | ------------------ | --------------------- | ----------------- | ------------------ | ------------------ | ----------------- | ----------------- | ---- |
| 1                                  | Jordánia                           |                          |                 | Khader 2449             | 1                  | Samhouri A. 2372      | 1                 | Mansour 2283       | 1                  | Samhouri B. 2269  | ½                 | 3½   |
| 2                                  | Észak-Macedónia                    | Diego Flores 2615        | ½               | Felgaer 2597            | ½                  | Peralta F. 2572       | 1                 | Lafuente 2565      | ½                  |                   |                   | 2½   |
| 3                                  | Csehország                         | Navara 2722              | 0               | Láznička 2690           | 1                  | Hráček 2633           | ½                 | Votava 2579        | 1                  |                   |                   | 2½   |
| 4                                  | Kína                               | Vang Jüe 2732            | ½               | Vang Hao 2724           | ½                  | Pu Hsziang-cse 2695   | 1                 | Li Csao 2633       | ½                  |                   |                   | 2½   |
| 5                                  | Oroszország                        | Alekszandr Griscsuk 2760 | 1               | Peter Szvidler 2731     | ½                  | Szergej Karjakin 2747 | ½                 | Malahov 2725       | ½                  |                   |                   | 2½   |
| 6                                  | Ukrajna                            | Vaszil Ivancsuk 2754     | 0               | Ruszlan Ponomarjov 2749 | ½                  | Pavel Eljanov 2761    | 0                 | Efimenko 2683      | ½                  |                   |                   | 1    |
| 7                                  | Brazília                           | Leitão 2624              | ½               | Milos 2599              | 1                  | Fier 2588             | 1                 | Mekhitarian 2550   | ½                  |                   |                   | 3    |
| 8                                  | Azerbajdzsán                       | Sahrijar Mamedjarov 2756 | ½               | Tejmur Radzsabov 2748   | 0                  | Mamedov 2660          | ½                 |                    |                    | Guseinov 2611     | 1                 | 2    |
| 9                                  | Izrael                             | Gelfand 2751             | ½               |                         |                    | Smirin 2657           | 0                 | Rodshtein 2632     | ½                  | Mikhalevski 2610  | ½                 | 1½   |
| 10                                 | Fehéroroszország                   | Zhigalko S. 2640         | ½               | Zhigalko A. 2580        | 1                  |                       |                   | Podolchenko 2506   | 1                  | Stupak 2502       | ½                 | 3    |
| 11                                 | Lengyelország                      | Wojtaszek 2711           | ½               | Macieja 2651            | 1                  | Mitoń 2629            | ½                 | Bartel 2599        | ½                  |                   |                   | 2½   |
| Szerzett pontszám (Játszmák száma) | Szerzett pontszám (Játszmák száma) | 4½ (10)                  | 4½ (10)         | 7 (10)                  | 7 (10)             | 6 (10)                | 6 (10)            | 6½ (10)            | 6½ (10)            | 2½ (4)            | 2½ (4)            |      |
| Teljesítményérték                  | Teljesítményérték                  | 2671                     | 2671            | 2801                    | 2801               | 2703                  | 2703              | 2686               | 2686               | 2593              | 2593              |      |

### A női csapat
A magyar női csapat legutóbb 1990-ben Újvidéken volt aranyérmes (akkor a három Polgár-nővér szerepelt, illetve Mádl Ildikó), érmet pedig utoljára 1994-ben nyertek (ezüstöt), Moszkvában. A magyar női csapat a nyílt ági csapathoz hasonlóan negyedik az örökranglistán. A Hanti-Manszijszkban induló magyar csapat: Hoang Thanh Trang (3. olimpiája magyar színekben - eddig 10 győzelem, 13 döntetlen, 1 vereség), Mádl Ildikó (13. - 55, 55, 20), Vajda Szidónia (20, 14, 10), Rudolf Anna (2.), Gara Tícia (1.). A szövetségi kapitány Horváth József. Élő-átlag alapján Magyarország 9. a hanti-manszijszki mezőnyben.

#### Eredmények fordulónként
| Forduló                            | Ellenfél                           | Hoang Thanh Trang 2464    | Hoang Thanh Trang 2464 | Mádl Ildikó 2306          | Mádl Ildikó 2306 | Vajda Szidónia 2302          | Vajda Szidónia 2302 | Rudolf Anna 2289 | Rudolf Anna 2289 | Gara Tícia 2385         | Gara Tícia 2385 | Pont |
| ---------------------------------- | ---------------------------------- | ------------------------- | ---------------------- | ------------------------- | ---------------- | ---------------------------- | ------------------- | ---------------- | ---------------- | ----------------------- | --------------- | ---- |
| 1                                  | Skócia                             | Lang 2025                 | 1                      | Rutherford 2080           | 1                | Giulian 1990                 | 1                   |                  |                  | Durno -                 | ½               | 3½   |
| 2                                  | Görögország                        | Dembo Jelena 2452         | 1                      | Botsari 2302              | 1                | Makropoulou 2230             | ½                   | Fakhiridou 2208  | 1                |                         |                 | 3½   |
| 3                                  | Olaszország                        | Zimina 2334               | 0                      | Brunello 2212             | ½                | De Rosa 2073                 | 1                   | Chierici 2033    | 1                |                         |                 | 2½   |
| 4                                  | Amerikai Egyesült Államok          | Krush 2490                | 0                      | Zatonskih 2480            | 1                | Abrahamyan 2352              | 1                   | Foisor 2293      | 0                |                         |                 | 2    |
| 5                                  | Románia                            | Foişor 2395               | 1                      | Cosma 2360                | ½                | l`Ami 2339                   | ½                   |                  |                  | Bulmagă 2267            | ½               | 2½   |
| 6                                  | Lengyelország                      | Soćko 2486                | 1                      | Zawadzka 2410             | 1                | Majdan-Gajewska 2333         | 1                   |                  |                  | Dworakowska 2315        | 1               | 4    |
| 7                                  | Oroszország                        | Tatyjana Koszinceva. 2573 | 0                      | Nagyezsda Koszinceva 2565 | 0                | Alekszandra Kosztyenyuk 2524 | 0                   |                  |                  | Valentyina Gunyina 2465 | 0               | 0    |
| 8                                  | Bulgária                           | Stefanova 2551            | ½                      | Nikolova 2295             | ½                | Videnova 2283                | ½                   | Velcheva 2272    | ½                |                         |                 | 2    |
| 9                                  | Kína                               | Hou Ji-fan 2578           | ½                      | Csü Ven-csün 2516         | 0                | Csao Hszüe 2469              | 0                   |                  |                  | Huang Qian 2436         | ½               | 1    |
| 10                                 | Azerbajdzsán                       | Mamedjarova Z. 2234       | 0                      | Mamedjarova T. 2301       | ½                | Mammadova 2293               | ½                   | Umodova 2251     | 0                |                         |                 | 1    |
| 11                                 | Spanyolország                      | Vega Gutiérrez S. 2368    | ½                      | Calzetta Ruiz 2280        | ½                | Vega Gutiérrez B. 2233       | 1                   |                  |                  | Llaneza Vega 2207       | 1               | 3    |
| Szerzett pontszám (Játszmák száma) | Szerzett pontszám (Játszmák száma) | 5½ (11)                   | 5½ (11)                | 6½ (11)                   | 6½ (11)          | 7 (11)                       | 7 (11)              | 2½ (5)           | 2½ (5)           | 3½ (6)                  | 3½ (6)          |      |
| Teljesítményérték                  | Teljesítményérték                  | 2408                      | 2408                   | 2411                      | 2411             | 2386                         | 2386                | 2211             | 2211             | 2205                    | 2205            |      |

## Rendkívüli események
A jemeni csapat politikai okokból nem jelent meg az olimpia első fordulójában az Izrael elleni összecsapásra. A 4 pontot ezért Izrael csapata kapta.
A versenyt követően derült fény arra, hogy a francia válogatott kapitánya, Arnaud Hauchard és a csapat ötödik játékosa, Sebastien Feller olyan döbbenetes trükkel dolgozott össze, hogy még a csapattársak sem vettek észre semmit. A kapitánynak az otthon tartózkodó Cyril Marzolo nemzetközi mester sms-ben adta meg a sakkprogram által kielemzett legjobb lépéseket, aki ezt eredeti módon továbbította a versenyzőnek. Minden lépés továbbítása során kétszer kerülte meg a mérkőző csapatok asztalát, és mindkét körben valamely játékos mögött hosszasabban időzött. A 4–4, összesen nyolc játékos először a sakktábla megfelelő oszlopának, majd második körében sorának felelt meg. Az első körben a betűjelet adta meg úgy, hogy az ellenfél első táblása az a-, a második a b-oszlopnak, a harmadik a c-, a negyedik a d-oszlopnak, majd a saját csapat utolsó táblása az e-oszlopnak stb, első táblása a h-oszlopnak felelt meg. Ugyanígy adta meg a lépés megfelelő sorát 1-től 8-ig. Sebastian Feller és Cyril Marzolo öt-öt év, Arnaud Hauchard örökre szóló eltiltást kapott. Ugyanakkor a Feller által elért eredményeket nem semmisítették meg, és megtarthatta az ötödik táblán elért legjobb teljesítményéért kapott aranyérmet is.